# Задављење
Задављење, дављење (лат. stragulatio funalis) врста је насилног механичког удушења услед затезања врата омчом, при чему омчу активно затеже жива или пасивно мртва сила. Механизам смрти је најчешће мождана или церебрална хипоксија узрокована затварањем крвних судова који хране мозак, мада смрт може наступити и услед затварања отвора гркљана и душника или због стимулације горњег гркљанског нерва.
Задављење према исходу може бити привремено или фатално. Фатално задављење се обично дешава у случајевима насиља и несрећа и један је од два главна начина поред вешања који узрокује смрт (због ломљења жртвиног врата).  Задављењене не мора да буде увек фатално; ограничено или прекинуто задављење се практикује у еротској удушењу или у игри гушења, или је важна техника у многим борбеним спортовима и системима самоодбране.
Задављења је најчешће убилачког, ретко задесног а изузетно самоубилачког порекла. Како постоје бројни и различити узроци смрти који се могу   приписати задављењу, дављења лигатурама и ручна дављења су она са којима до детаља морају  бити упознати медицинско-правни истражитељ смрти.

## Етиопатогенеза
Задављење је насилно механичко удушење које настаје стезањем врата омчом коју активно затеже нека жива или пасивно нека мртва сила. Начин затезања омче уједно представља основну разлику између задављења и вешања (у коме омчу затеже тежина сопственог тела). Према томе задављење не треба користити као синоним за вешање
Омча може бити меки или получврсти, тракасти или врпцасти материјал, који се може омотати око врата и извршити притисал стезањем. Омча је најчешче конопац, жица, каиш, кравата, шал, дeо постељине или одеће. Омча је најчешче отворена када се набацује на врат жртве, а затим се укршта или везује у чвор.
Механизам смрти најчешће је последица церебралне хипоксије изазване компресијом крвних судова који хране мозак, али може настати и услед компресије и затварања ваздушних пролаза или стимулације горњег нерва гркљана.  
Повреде од дављења обично доводе до морбидитета и смрти услед хипоксије у мозгу и последичне исхемије. Литература описује четири различита начина:
- Југуларне вене су опструисане спољним притиском, који инхибира крв из церебралне циркулације је адекватан. Притисак спречава проток крви у мозак, што доводи до високог интракранијалног притиска. Ово изазива гушење и смрт, као и несвест и компромитовану активност централног нервног система.
- Каротидне артерије су под притиском, што спречава проток крви богате кисеоником кроз церебралну циркулацију, што доводи до хипоксије и смрти.
- Неуспех оксигенације плућне васкулатуре првенствено је узрокован блокадом ларинкса притиском. Системска хипоксија наступа веома брзо, а најуочљивији симптоми су брзи губитак свести и смрт.
- Иако ретко, срчане аритмије се могу развити када се притисак примењује билатерално на крвне судове. Ако се не препозна рано, ово може због кардиогеног шока и бити фатално.

## Врсте
Задављење се може поделити у три општа типа према коришћеном механизму: 
Задављење вешањем — у висећем положају о врпцу намотану око врата, Може бити непотпуно, ако је особа  у седеђем или лежећем положају, или  потпуно са компресијом услед сопствене тежине тела. Оно што многи људи сматрају вешањем заправо није вешање већ задављење, јер смрт код вешања настаје услед преломом/дислокације врат, а не услед механичког удушења. [ 6 , 7 ]
Задављење специјалним металним обручом, за који се  често користи назив „шп. garroting“, од шпанске речи garrote,  који се стављао око врата жртве да би се стезањем вршило мучење и извршење смртне казне у доба инквизиције.
Задављење лигатуром — без суспензије коришћењем неког предмета налик на врпцу који се зове и гарот.Настаје када се спољни предмет стави око врата и врши компресију. Компресија се обично примењује на врат коришћењем телесне тежине оставиоца у ономе што би се генерално описали као делимично или потпуно вешање. Постоје две уобичајене заблуде везане за задављење лигатуром. Први је да је узрок смрти повезан са потпуним прелом врата. Међутим, у ретроспективној студији откривено је да су сломљени пршљени присутни само у у мањем броју случајева. Друга уобичајена заблуда је да особа не може умрети од висеће лигатуре ако је нагнуто напред или у седећем положају. Ово, такође, једноставно није тачно, јер је истраживање показало да је потребно само 6 кг силе да би се зачепила каротидна артерија и само 7 кг силе да би се зачепила вертебрална артерија. 
Задављење рукама —  прстима или другим деловима екстремитета (лакат, потколеница, колено) (лат. strangulatio manualis) један је од облика насилног удушења које укључује компресију врата употребом једне или обе руке или примену притиска другим делом тела као што је подлактица или колено. Механизам умирања код ове врсте гушења идентичан је механизму код свих задављења или странгулационих удушења Губитак свести може настати у року од неколико секунди након задављења а смрти у року од неколико минута.

## Дијагноза
Лабораторијске тестове не треба изводити све док се дисајни путеви не процене и, ако је потребно, обезбеде. Анализа гаса артеријске крви (ГААК)  треба да се уради код свих пацијената којима је потребна интубација, ради накнадног управљања вештачком вентилацијм. С обзиром на доступност пулсне оксиметрије, ГААК су непотребне код пацијената којима није потребна ендотрахеална интубација.
Код пацијената који нису у непосредном ризику од компромитације дисајних путева, директна фибероптичка ларингоскопија и микроларингоскопија могу играти улогу у утврђивању пуног обима повреда. Обавезно обавити консултације са оториноларингологом.

### Лабораторијске анализе
Као и код сваке трауматске повреде, почните са проценом пацијентових дисајних путева, дисања и циркулације. Непосредна реанимација треба да има приоритет у односу на снимање. Након што се пацијент стабилизује, лабораторијске студије могу укључити комплетну крвну слику (КККС), факторе коагулације, бета-ХЦГ, токсиколошки панел (ниво алкохола, лекова, аспирина и ацетаминофена), млечну киселину и гасове артеријске крви. Лабораторијске тестове не треба изводити све док се дисајни путеви не процене и, ако је потребно, обезбеде. Анализа гаса артеријске крви (ГААК)  треба да се уради код свих пацијената којима је потребна интубација, ради накнадног управљања вентилатором. С обзиром на доступност пулсне оксиметрије, ГААК су непотребне код пацијената којима није потребна ендотрахеална интубација.

### Сликовни тестови
Постоје бројне студије које се могу покренути код задављеног/обешеног пацијента. Циљ је осигурати да нема континуираних активних повреда опасних по живот (нпр  крварење, хематом који се шири, компромитација дисајних путева). Када се пацијент стабилизује, наставак снимања је прикладан за процену разних других повреда, које могу довести до хроничних стања. 
С обзиром на различите повреде повезане са вешањем и дављењем и супериорност ЦТ-а у односу на обичне сликовне методе у процени цервикалне кичме, рани ЦТ имиџинг и ЦТ ангиографија треба да се ураде код било које симптоматске особе која је преживела вешање. Ако постоји било каква неуролошка абнормалност при почетној процени, такође је индиковано ЦТ снимање главе. МРИ може имати улогу у даљем дефинисању повреда пронађених на иницијалном снимању.
Као и увек, рендгенски снимци грудног коша су индиковани након ендотрахеалне интубације ради потврде постављања и утврђивања основне линије према којој се мери ток пацијента. Акутни респираторни дистрес синдром (АРДС) може се јавити као компликација ових повреда.

## Диференцијалне дијагнозе
Код задављења требало би имати у виду следеће болести и стања:
- Анафилакса
- Ангиоедем
- Астма
- Хронична опструктивна плућна болест (ХОБП) и емфизем у хитној медицини
- Депресија и самоубиство
- Насиље у породици
- Епиглотитис
- Задесна траумама врата
- Страно тело у дечијим дисајним путевимаа
- Повреде кичмене мождине
- Синдром горње вене каве у хитној медицини
- Дисфункција гласних жица

## Збрињавање повреда насталих задављењем
Стабилизација вратне кичме и процена дисајних путева су од највеће важности. Не покушавати ендотрахеалну интубацију на терену осим ако дисајни пут није акутно угрожен. Ако је присутна респираторна инсуфицијенција или опструкција дисајних путева, индикована је прехоспитална интубација пацијента. Обавити консултацијама са трауматологом, оторалингологом,  или општом хирургијом о врсти повреде изазване задављењем или вешањем. 
Психијатријску консултацију треба обавити у случајевима самоубилачког или аутоерског задављења.
Процена и лечење статуса дисајних путева и дисања су најважнији. У процени пацијента пре могуће ендотрахеалне интубације, вероватноћа повреде кичмене мождине значајно се повећава код обешених жртава чији је пад био једнак или већи од њихове висине, чак и код непотпуних вешања. 
Оживљавање течности мора бити обављено разборито, с обзиром на ризик од накнадног АРДС-а и церебралног едема.
Крикотироидотомија је индикована за све пацијенте са погоршањем функције дисајних путева, а ендотрахеална интубација није била успешна.
Ако повезане повреде врата отежавају крикотироидотомију, може се користити перкутана трансларингеална вентилација за привремену оксигенацију пацијента. Дефинитивно санирање дисајних путева (ларинготомијом) мора уследити врло брзо након задављења
Код пацијената који имају опсежне повреде врата треба одмах применити цервикалну крагну или други уређај за имобилизацију.

## Обдукциони налаз

### Спољашњи налаз на телу
Спољашњи налази на телу задављене особе одговарају општим налазима код других врста механичког удушења. Лице је изразито модро, подбуло, очи су исколачене, са пегавим, понекад мрљастим, крварењима у вежњачама и кожи лица. Локални налаз на врату је релативно карактеристичан и споља је представљен трагом стезања у виду пруге. Овај траг - пруга  задављења се разликује од трага стезања - бразда код вешања како по  изгледу тако и по положају.
| Докази о задављењу | Докази о вешању |
| --- | --- |
| - Ознаке прстију око врата - Модрице - Кашљање - Стридор - Промена у гласу - Петехије лица/субкоњуктивалне петехије - Осетљивост гркљана. | - Ознаке лигатуре око врата - Употреба каиша, ужета или гајтана - Петехије по лица/субкоњуктивалне петехија - Ретинално/склерално крварење - Стридор |

Траг затезања је обично локализован око или мало испод средина врата, односно грленог испупчење, положен је хоризонтално, обухвата цео обим врата и свуда је једнаке изражености и дубине. Разлика у изгледу између ове два трага потичу од притиска омче на кожу врата, што зависи и од степена њеног сушења. Наиме, у случају задављења  притисак омче на врат је знатно краћи (највише десет минута), док у случајевима вешања, обично је време притиска дуже (неколико сати).

### Сликовне методе
Постмортем урађена компјутеризована томографија (ПМКТ) се користи за идентификацију прелома након вешања и дављења. Декер и сарадници приметили су да иако ПМКТ можда неће открити повреде меких ткива у разложеним остацима или суптилна унутрашња крварења у повреди врата, он је у стању да открије повреде костију као и обдукцију и може надмашити аутопсију у откривању суптилних прелома.
На обдукцији се показало да магнетна резонантна томографија успешно открива лезије меких ткива у вези са дављењем и може послужити као алтернативни метод или пружити додатну вредност обдукцији. Неки истраживачи су  приметили да је магнетна резонантна томографија показао високу ефикасност у верификацији интрамускуларних хеморагија које су касније потврђене на обдукцији.
У  поређењу са обдукцијом, компјутеризована томографија је показао еквивалентне резултате у погледу откривања прелома (углавном су испитивани преломи хиоидне кости или тироидне хрскавице). Неки аутори су приметили да знак мехурића гаса може чак олакшати откривање прелома гркљана на компјутеризованој томографији. За откривање крварења у меком ткиву врата, постмортем магнетна резонантна томографија је погоднији за детекцију мехурића гаса у врату у случајевима дављења.